# Hello Ghost
Pour plus de détails, voir Fiche technique et Distribution.
Hello Ghost  (coréen : 헬로우 고스트) est une comédie sud-coréenne réalisée par Kim Young-tak, sortie en 2010.
Le film a pour sujet les multiples tentatives de suicide ratées d'un homme. Après la plus récente, il découvre qu'il peut voir une famille de fantômes. Ces derniers sont d'accord de le laisser tranquille à condition qu'il accomplisse leurs requêtes.
Le film a été le neuvième plus gros succès cinématographique coréen en 2010. Il a eu un total de 3 042 021 entrées en Corée du Sud.
Le film a été acheté par la société de production cinématographique américaine 1492 Pictures en février 2011, et un remake est prévu par Chris Columbus.

## Synopsis
Sang-man (Cha Tae-hyun) tente de se suicider par overdose de pilules, mais échoue. Il tente alors de se suicider en sautant d'un pont dans une rivière, mais est sauvé. Amené à l'hôpital, Sang-man se réveille et voit un homme qui fume à côté de lui. Il le raconte aux autres patients de l'hôpital, mais personne ne le croit. Durant son séjour à l'hôpital, il finit par rencontrer quatre fantômes. Pendant ce temps, Sang-man rencontre l'infirmière Jung Yun-soo (Kang Ye-won) et tombe rapidement amoureux.
Sang-man sort de l'hôpital et les fantômes le suivent jusqu'à son appartement. Il tente de demander poliment aux fantômes pourquoi ils sont là, mais il ne reçoit pas de réponse. Il décide de rendre visite à un chaman pour obtenir de l'aide et apprendre comment se débarrasser des fantômes. Il lui est dit que les fantômes utilisent son corps pour entrer dans le monde des vivants pour qu'ils puissent vivre leurs désirs inassouvis. Sang-man essaie de se débarrasser d'eux, mais ils le hantent partout où il va. Sang-man tente alors d'aider les fantômes à réaliser leurs rêves inassouvis pour qu'ils le laissent tranquille une fois pour toutes.
Un des fantômes, un gros fumeur, veut récupérer son taxi et le conduire. Il utilise aussi le corps de Sang-man pour nager, à la plage. Un autre fantôme, un vieil homme, veut rendre une caméra à un ami à lui. Cela conduit Sang-man à être arrêté, parce que la caméra en question est entre les mains d'un officier de police. Un autre fantôme, un enfant, veut regarder un film d'animation. Le dernier fantôme est une femme en pleurs qui veut cuisiner et manger avec les gens qu'elle aime. Tous ces évènements conduisent aussi Sang-man à mieux connaître Yun-soo.
Le père de Yun-soo meurt, et Sang-man est la dernière personne avec qui il parle. Yun-soo est mal à l'aise et rejette Sang-man jusqu'à ce qu'elle se rende compte que Sang-man dit la vérité quand elle voit le dernier cadeau de son père pour elle.
Sang-man dit aux fantômes de s'en aller et leur reproche le rejet de Yun-soo. Quand il se réveille, les fantômes sont partis. Il va à l'hôpital et demande à Yun-soo de déjeuner avec lui, ce qu'elle accepte. Elle lui dit que certaines personnes peuvent perdre la mémoire à la suite d'un choc extrême. Dès qu'Yun-soo pose des questions sur le persil qui se trouve dans le kimbap, Sang-man se souvient que sa mère avait l'habitude de mettre du persil dans le kimbap au lieu des épinards.
Sang-man court à son appartement, et sur le chemin, il se souvient de ce qui lui est arrivé. Son père était le fumeur, sa mère la dame, son grand-père le vieil homme, et son frère aîné était l'enfant. Durant un voyage en famille, son père a oublié de mettre de l'essence dans la voiture. Celle-ci s'est arrêtée sur la route, et a été heurtée par un camion, puis poussée d'une falaise. Sang-man a été le seul survivant de l'accident, après quoi il a perdu la mémoire puis a grandi dans un orphelinat. Sang-man, une fois dans son appartement, les appelle. Un par un, ils apparaissent et expliquent que chacun de leurs désirs avaient quelque chose à voir avec les promesses qu'ils ont laissées pour Sang-man, et l'ont aidé à se souvenir. Sa mère lui présente ses excuses pour l'avoir laissé seul et lui dit qu'ils voulaient que Sang-man vive, et qu'ils seront toujours avec lui. À la fin, on se rend compte que c'est sa famille qui a empêché Sang-man de se suicider.

## Fiche technique
- Réalisation : Kim Young-tak (en)
- Scénario  : Kim Young-tak
- Pays de production : Corée du Sud
- Durée : 111 minutes
- Genre : Comédie fantastique

## Distribution
- Cha Tae-hyun : Sang-man
- Kang Ye-won : Jung Yun-Soo
- Lee Mun-su : le vieux fantôme
- Ko Chang-seok : le fantôme fumeur
- Jang Young-nam : le fantôme en pleurs
- Cheon Bo-keun : le jeune Fantôme